# Incendie de l'usine de Narayanganj
 (juillet 2021).
L'incendie de l'usine de Narayanganj est un incendie survenu le 9 juillet 2021 dans une usine de boissons et de nourriture à Narayanganj, une ville du district de Narayanganj, au Bangladesh, ayant fait au moins 52 morts et 20 blessés.